# VfB Zwenkau 02
Der VfB Zwenkau 02 ist ein Sportverein aus Zwenkau, der aus der ehemaligen Fußballabteilung des Sportvereins SG Blau-Weiß Zwenkau entstanden ist. Zwischen 1945 und 1971 hieß der Verein SG Zwenkau, und zwischen 1971 und 1990 BSG Chemie Zwenkau.
Zu DDR-Zeiten spielte der Verein als SG Zwenkau in der Saison 1959 in der II. DDR-Liga. Zudem konnte man sich unter diesen Namen viermal für den FDGB-Pokal qualifizieren. Als BSG Aktivist Zwenkau gelang dies zwei weitere Male.

## Geschichte
Ein VfB Zwenkau wurde bereits am 19. Januar 1902 gegründet. 1918 zählte der Verein 270 Mitglieder, die meisten davon in der Fußballabteilung. Als weitere Sportarten wurden Tennis, Schwimmen, Leichtathletik, Handball und Hockey betrieben. Die Fußballmannschaft wurde 1920 Meister der 2. Klasse Nordwestsachsens und stieg in die 1b Klasse auf. 1931 gelang der Aufstieg in die 1. Klasse des Gau Groß Leipzig die höchste Spielklasse des Verbandes Mitteldeutscher Ballspiel-Vereine. Durch Strukturänderungen der Verbände spielte Zwenkau ab 1933 in der Fußball-Bezirksklasse Leipzig, hinter der neuen Gauliga Sachsens zweithöchste Liga u. belegte Mittelfeldplätze. Auf Abstieg 1941 erfolgte 1943 der Wiederaufstieg. Im August 1944 bildet Zwenkau eine Kriegsspielgemeinschaft mit dem Luftwaffensportverein Böhlen u. spielte in der „Sächsischen Kriegsklasse – Sportkreis Leipziger Schlachtfeld – Staffel 1“ u. belegte den 6. Platz. Die beiden Leipziger Staffeln spielten bis Anfang 1945 u. ermittelten noch den Meister VfB Leipzig.
Alle Sportvereine in Ostdeutschland wurden nach dem Zweiten Weltkrieg auf Betreiben der sowjetischen Besatzungsmacht verboten. Zunächst waren Sportwettkämpfe nur auf begrenzter lokaler Ebene durch provisorisch gegründete Sportgemeinschaften (SG) möglich. Eine solche Sportgemeinschaft entstand auch in Zwenkau, in der anfangs hauptsächlich Fußball gespielt wurde. Die SG Zwenkau war zunächst nicht an dem 1948 einsetzenden Prozess der Gründung von Betriebssportgemeinschaften beteiligt, was zur Folge hatte, dass eine offizielle Unterstützung durch einen so genannten Trägerbetrieb ausblieb. Trotzdem entwickelten sich in der SG Zwenkau in der damals etwa 9000 Einwohner zählenden Stadt im Laufe der Jahre neben Fußball auch Sportarten wie Handball, Boxen, Kegeln, Tennis, Federball, Schach und Wintersport.
Die meiste Aufmerksamkeit wurde den Fußballspielern zuteil. Sie beteiligten sich 1946/47 u. 1947/48 an den Meisterschaftsspielen in der Bezirksstaffel Leipzig. Nach Abstieg in die Kreisklasse stieg die SG 1950 in die Bezirksklasse auf u. zählte 1952 zu den Gründungsmannschaften der neuen drittklassigen Bezirksliga Leipzig.
1958 wurden die Zwenkauer Bezirksmeister und stiegen in die inzwischen als dritte Fußballklasse eingerichtete II. DDR-Liga auf, musste aber 1959 als Vorletzter ihrer Staffel wieder in die Bezirksliga zurück. Später wurde die Bezirksliga nach Einstellung der II. Liga wieder drittklassig, und Zwenkau spielte dort bis 1970, ehe ein erneuter Abstieg in die viertklassige Bezirksklasse Leipzig folgte.
1961 gab die Sportgemeinschaft ihren bisherigen Status auf, begab sich unter die Trägerschaft des Braunkohlekraftwerkes Böhlen und nahm den Namen BSG Aktivist Zwenkau an. Als neue Sportsektionen kamen Turnen und Faustball hinzu. Fußball blieb nach wie vor die aktivste Sektion. Noch als SG war Zwenkau 1957 und 1960 Bezirkspokalsieger im Fußball geworden. Ein weiterer Pokalgewinn glückte 1966. Im Bezirks-Pokalfinale standen die Zwenkauer bis 1966 insgesamt sechsmal. Ebenso oft qualifizierten sie sich dadurch für den DDR-weiten Pokalwettbewerb, in dem sie 1966/67 am erfolgreichsten waren. Bis auf 1960, als zwei Runden erreicht wurden, waren die Zwenkauer bisher nie über die 1. Runde hinausgekommen. 1966/67 gelangen jedoch drei Siege, mit denen die BSG Aktivist bis in die II. Hauptrunde vorstieß. Erst dort bedeutete eine 0:8-Niederlage bei der 2. Mannschaft des Berliner FC Dynamo das Pokal-Aus. Es war zugleich das letzte Spiel der Zwenkauer im DDR-Fußballpokal. Zwenkau zählte zwischen 1950 und 1970 zu den spielstärksten Mannschaften des Bezirks Leipzig.
| Alle DDR-Pokalspiele | Alle DDR-Pokalspiele                          | Alle DDR-Pokalspiele |
| -------------------- | --------------------------------------------- | -------------------- |
| 1956                 | Chemie Buna Schkopau – SG Zwenkau             | 5:1                  |
| 1958                 | Chemie Jena – SG Zwenkau                      | 4:2                  |
| 1960                 | SG Zwenkau – BSG Chemie Schwarzheide          | *                    |
|                      | Aktivist Geiseltal – SG Zwenkau               | 3:0                  |
| 1961/62              | SG Zwenkau – Aufbau Meißen                    | **                   |
| 1964/65              | Aktivist Zwenkau – Chemie Zeitz               | 0:1                  |
| 1966/67              | Aktivist Zwenkau – SG Dynamo MK Eisleben      | 3:2                  |
|                      | Aktivist Zwenkau – Aktivist Karl Marx Zwickau | 1:1 n. V.            |
|                      | Aktivist Karl Marx Zwickau – Aktivist Zwenkau | 0:1                  |
|                      | Berliner FC Dynamo II – Aktivist Zwenkau      | 8:0                  |

* Ergebnis unbekannt, Zwenkau weiter, ** dto., Zwenkau ausgeschieden
Im Jahr 1971 gab es einen Wechsel des Trägerbetriebes, das Chemiekombinat „Otto Grotewohl“ Böhlen übernahm die BSG und taufte sie in Chemie Zwenkau um. Den Chemiefußballspielern gelang 1989 noch einmal der Aufstieg in die Bezirksliga, stiegen ab postwendend wieder ab.
Während der Saison 1990/91 brach infolge der wirtschaftlichen Veränderungen durch die deutsche Wiedervereinigung das System der Betriebssportgemeinschaften zusammen, und daraufhin gründeten Mitglieder der bisherigen BSG Chemie am 20. Oktober 1990 den bürgerlichen Verein SG Blau-Weiß Zwenkau. Dessen Fußballmannschaft wurde zur Saison 1990/91 in die nun viertklassigen Bezirksliga Leipzig eingestuft, wo sich die Zwenkauer bis 1995 halten konnten. Dazwischen gab es eine erneute Umstrukturierung, die Abteilung Fußball trat aus der SG Blau-Weiß aus und gründete zum 1. Januar 1992 den neuen VfB Zwenkau 1902. Nach einem Jahr in der Bezirksklasse kehrte der VfB 1999 wieder in die nun allerdings sechstklassige Bezirksliga zurück und gewann sofort die Meisterschaft. Wegen fehlender Sponsoren musste der VfB allerdings auf den Aufstieg in die Landesliga verzichten und spielte weiter in der seit 2008 siebtklassigen Bezirksliga Leipzig bzw. nachfolgenden Landesklasse Nord. 2016 stieg man in die Sachsenliga auf, 2018 wieder ab.

## Personen von besonderer Bedeutung
- Frank Baum, DDR-Oberligaspieler und 17-facher DDR-Nationalspieler, spielte in seiner Jugendzeit für die BSG Aktivist Zwenkau und von 1992 bis 1995 für den VfB.
- Uwe Zötzsche, DDR-Oberligaspieler und 38-facher DDR-Nationalspieler, beendete 1991 seine Fußballkarriere beim VfB Zwenkau.